# Ivoriaanse voetbalbond
De Fédération Ivoirienne de Football (afkorting: FIF) is de Ivoriaanse voetbalbond en werd opgericht op 21 september 1960. De bond organiseert het Ivoriaans voetbalelftal en het professionele voetbal in Ivoorkust (onder andere het Première Division). De voorzitter is Sidy Diallo. De FIF is aangesloten bij de FIFA sinds 1961 en bij de CAF sinds 1960.